# Eddie Harris (jazzmusicus)
Eddie Harris (Chicago, 20 oktober 1934 - Los Angeles, 5 november 1996) was een Amerikaanse jazzmuzikant (zang, saxofoon, piano, andere instrumenten) en componist.

## Biografie
Harris groeide op in Chicago en zoals andere succesvolle Chicago-muzikanten, waaronder Nat King Cole, Dinah Washington, Clifford Jordan, Johnny Griffin, Gene Ammons, Julian Priester en Bo Diddley, studeerde hij muziek bij Walter Dyett aan de DuSable High School. Later studeerde hij muziek aan het Roosevelt College. Tijdens deze periode speelde hij al succesvol piano, vibrafoon en tenorsaxofoon. Op dat moment kwamen ook de eerste professionele optredens met Gene Ammons. Na zijn tijd op de colleges werd hij opgeroepen voor zijn militaire dienstplicht. Tijdens zijn diensttijd speelde hij in de 7th Army Band, waar ook Don Ellis, Leo Wright en Cedar Walton speelden.
Eind jaren 1960 experimenteerde Harris, die telde als een van de wegbereiders van de fusionmuziek, met een elektrische saxofoon (lp's The Electrifying Eddie Harris en Plug me in). Bovendien ontwikkelde hij de zogenaamde reedtrombone en de reedtrompet, doordat hij bij elk de mondstukken verving door saxofoonmondstukken. Daardoor kon Harris zijn buitengewoon zekere overblaas-techniek in het bereik van de natuurtrompet van de tenorsaxofoon op de natuurlijke tonen toepassen, zoals bij Carnival op I Need Some Money (1975).
Daarnaast hield hij zich bezig met pogingen om de saxofoon te bespelen met fagotmondstukken. Met de hit Compared to What telt de liveopname Swiss Movement met Les McCann bij het Montreux Jazz Festival op 21 juni 1969 als een van de beste jazz/funk-cd's van de jaren 1960. Verder werd Harris bekend door zijn van Afrikaanse zangtechnieken geïnspireerde jodelachtige scatzang.
Een vroeg uitstapje in de jazzrock met muzikanten van de band Yes, met Albert Lee, Jeff Beck en Steve Winwood was zowel artistiek alsook commercieel niet succesvol. Over zijn betrekkelijke onbekendheid bij het brede publiek uit hij zich humoristisch in het nummer Eddie Who? (gelijknamige cd, Timeless Records)
Eddie Harris werkte in de loop van zijn carrière samen met een veelheid bekende jazz- en rockmuzikanten, waaronder John Scofield (Hand Jive).

## Discografie
- 1961: Exodus to Jazz, Vee-Jay, 1987 Carli Records
- ????: A Study in Jazz
- ????: Breakfeast for Tiffanys
- 1963: Eddie Harris Bossa Nova
- 1965: The In Sound, Atlantic
- 1968: The Electrifiying Eddie Harris, (Atlantic Records)
- 1968: Plug Me In, (Atlantic Records)
- 1969: Swiss Movement, (CD 1996), met Les McCann
- 1970: Come on Down, Atlantic Records
- 1972: Instant Death, (Atlantic Records)
- 1973: E.H. in the U.K. / Is It In; (CD 1999), met Albert Lee, Jeff Beck, Steve Winwood, Chris Squire, Alan White, Tony Kaye, Rufus Reid, Ronald Muldrow
- 1975: I Need Some Money, met Ronald Muldrow
- ????: The Reason Why I'm Talking S--t
- 1975: Bad Luck Is All I Have, Atlantic Records
- 1976: That is why you’re overweight, Atlantic Records
- 1979: I'm Tired of Driving
- 1982: The Real Electrifying, Mutt & JeffRecording Corp.
- 1986: eddie who?, Timeless Records, met Ralphe Armstrong, Sherman Ferguson
- 1987: People get Funny, Timeless Records
- 1989: Live in Berlin, Timeless Records
- 1990: Live at the Moonwalker, Moonwalker Label (Suisa)
- 1990: “a tale of two cities”,night records
- 1990: There Was a Time (Echo of Harlem)
- 1993: Listen Here
- 1994: The Battle of the Tenors, met Wendell Harrison
- 1997: The Last Concert; cd; met der WDR Big Band Köln

## Literatur
- Peter Tschirky: Eddie Harris sings the Blues. 2003. ISBN 3-9522609-0-8[4]
- Carlo Bohländer, Karl Heinz Holler, Christian Pfarr: Reclams Jazzführer. 3., herziene en uitgebreide editie. Reclam, Stuttgart 1989, ISBN 3-15-010355-X.

- Bibsys: 5032800
- Bibliothèque nationale de France: cb13894985g (data)
- Gemeinsame Normdatei: 134579569
- International Standard Name Identifier: 0000 0000 9615 627X
- Library of Congress Control Number: n88665508
- MusicBrainz: f9ba6d40-60f3-4c85-ac23-0bf67c3247e4
- Nationale Bibliotheek van Israël: 987007350587605171
- Nederlandse Thesaurus van Auteursnamen: 096584491
- Istituto Centrale per il Catalogo Unico: TO0V598279
- Système universitaire de documentation: 088520471
- Virtual International Authority File: 19865533
- WorldCat: E39PBJg8CrPrFpgTvcwBrbRFrq